# Los Capulines, Guerrero
Los Capulines är en ort i Mexiko.   Den ligger i kommunen General Heliodoro Castillo och delstaten Guerrero, i den södra delen av landet, 230 km sydväst om huvudstaden Mexico City. Los Capulines ligger 2 354 meter över havet och antalet invånare är 341.
Terrängen runt Los Capulines är varierad. Los Capulines ligger uppe på en höjd. Runt Los Capulines är det ganska glesbefolkat, med 21 invånare per kvadratkilometer. Närmaste större samhälle är Izotepec, 17,4 km öster om Los Capulines. I omgivningarna runt Los Capulines växer i huvudsak blandskog.